# Међешеђхаза
Међешеђхаза (мађ. Medgyesegyháza, мађ. Medeš) је мањи град у жупанији Бекеш у Мађарској. Насеље се простире на површини од 64,32 km2 и има 3.558 становника (2015).
Јеврејска заједница у граду настала је у другој половини 19. века и већина њих се бавила трговином житом. Синагога је изграђена 1870. године и општина је имала јеврејску школу. Године 1942. млади Јевреји из града су послати на принудни рад, један део, а други је пслат на украјински фронт, где су се Мађари борили заједно са Немцима.
Године 1944, након што су Немци ушли у Мађарску, сви локални Јевреји су покупљени и коначно пребачени у Бекешчабу. Већина их је одведена у концентрациони логор Аушвиц.
После рата, 20 преживелих се вратило у град. Јеврејска заједница се реорганизована, али се веома брзо расформирала.

## Политика
Тренутни градоначелник Међешеђхаза је др Бела Нађ (независни).
Локална Скупштина општине има 6+1 одборника подељених у ове политичке партије и савезе:
|  | Партија                    | Седишта | Савет 2014. | Савет 2014. | Савет 2014. |
|  | -------------------------- | ------- | ----------- | ----------- | ----------- |
|  | Фидес-KDNP                 | 3       |             |             |             |
|  | Независтан                 | 2       |             |             |             |
|  | (МСЗП-ДК-Заједно-Либерали) | 1       |             |             |             |

| Градоначелници од 1990                   | Градоначелници од 1990 |
| ---------------------------------------- | ---------------------- |
| Др. Бела Нађ (Савез слободних демократа) | 1990–2010              |
| Мартон Рук (Фидес)                       | 2010–2014              |
| Др. Бела Нађ (независтан) - II.          | 2014–                  |

## Демографија
У 2001. години, 95% становништва насеља изјашњавало се као Мађари, 3% Словаци, 1% Румуни и 1% других (углавном Рома или Немаца) националности.
Током пописа 2011. године, 92,2% становника се изјаснило као Мађари, 0,4% као Роми, 0,2% као Немци, 2,2% као Румуни, 2,9% као Словаци и 0,2% као Украјинци (7,7% се није изјаснило). због двојног идентитета, укупан број може бити већи од 100%). 
Верска дистрибуција је била следећа: римокатолици 30,7%, реформисани 3,5%, лутерани 14,7%, гркокатолици 0,4%, неденоминациони 32,3% (15,7% се није изјаснило).
У овом граду делују и румунске и словачке мањинске самоуправе.